# Orthotrichia gressitti
Orthotrichia gressitti är en nattsländeart som beskrevs av Wells 1991. Orthotrichia gressitti ingår i släktet Orthotrichia och familjen smånattsländor. Inga underarter finns listade i Catalogue of Life.